# Asbóth Ádám
Nemeskéri Asbóth Ádám (1690, Sopron vármegye – 1735), tübingeni peregrinus, német evangélikus lelkész Kassán, magyar író.

## Életútja
Soproni származású, a nemeskéri lelkész fia. Családja Angliából származtatja az eredetét, ahonnan őse császári hadi szolgálatban érkezett a 16. század végén Magyarországra, 1679-ben honfiúsítást, 1715. május 10-én magyar nemességet nyert.
1712-ben iratkozott be a tübingeni egyetemre. Hochstetter(de) tanítványa volt, aki 1697-ben lett ott professzor, és aki hallei mintára bevezette az egyetemen a katechetikai képzést és a collegium pietatisokat. Ugyancsak Tübingenben Rudolf Jakob Camerarius botanikai és orvostudományi professzornál is kapott képzést. Írói pályáját 1715-ben kezdte el.
Rendkívül hosszan, 1726-ig folytatta tübingeni tanulmányait. 1726-ban Würtenbergben szentelték fel német lelkésznek, és ezután Kassán szolgált.

## Munkái
- De B. Lackneri in propaganda religione et literis provehendis zelo habita. (B. domini Christ. Lackneri vitae curriculum. Ratisbonae (Regensburg), 1714. a IV. Dissertatio.)[10]

Beszédét annak a tárgynak szenteli, hogy miként támogatta Sopron vallási és szellemi életét Lackner, aki a rendet, fegyelmet elsősorban jó példa mutatásával, önkéntes engedelmességgel akarta megvalósítva látni, nem külső fenyítőeszközökkel.
A latin életrajz Fridelius János, a soproni líceum tudós igazgatója kezdeményezésére született Lackner Kristóf polgármesterségének százéves jubileumára. A  kézirati forrásból merítő és Regensburgban megjelent mű hozzájárult Lackner életrajzi adatainak megőrzéséhez.